# Pjotr Lawrowitsch Lawrow

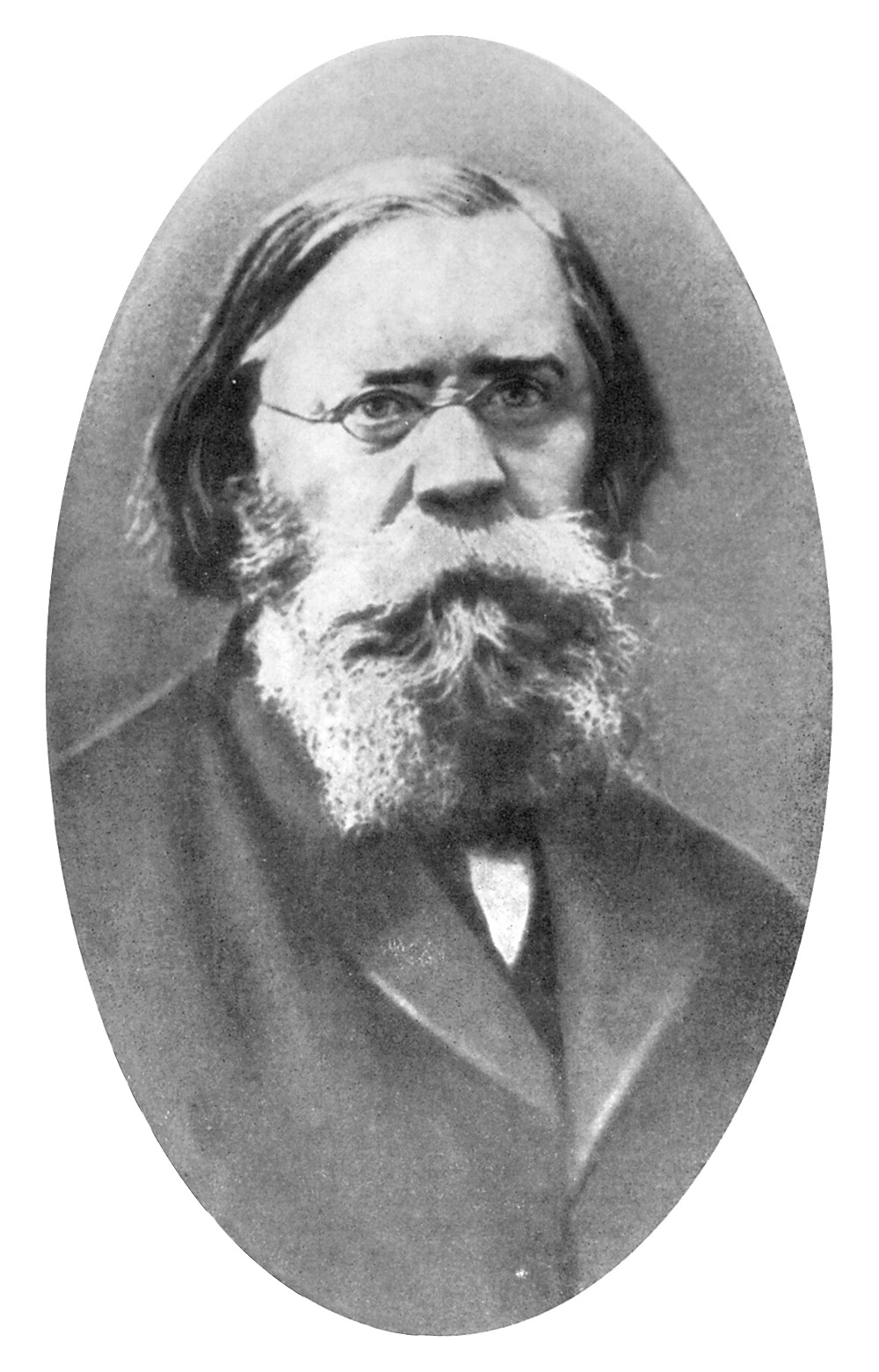
Pjotr Lawrow

Pjotr Lawrowitsch Lawrow (russisch Пётр Лаврович Лавров; Pseudonym: Mirtow, Kedrow; * 2. Junijul. / 14. Juni 1823greg. in Melechowo im Gouvernement Pskow; † 25. Januarjul. / 6. Februar 1900greg. in Paris) war ein russischer Dichter, Publizist und bedeutender Theoretiker der Narodnikibewegung.

## Leben
Lawrow wurde zu Hause erzogen und besuchte dann bis 1842 die Artillerieschule. Zwei Jahre darauf wurde er an derselben Schule Lehrer für Mathematik, später an der höheren Akademie für Artillerie.
Lawrow schloss sich  1862 der revolutionären Bewegung an. Nach dem Karakosow-Attentat wurde Lawrow  in den Ural deportiert. Im Jahr 1870 konnte Lawrow mit der Hilfe von German Lopatin aus der Verbannung entkommen und ging nach Paris. Dort lernte er Eugène Varlin kennen und trat durch dessen Unterstützung der Internationalen Arbeiterassoziation bei und nahm im selben Jahr an der Pariser Kommune teil. Während der Pariser Kommune organisierte der ehemalige Offizier Lawrow Abteilungen der Kommunarden. Bis 1872 blieb Lawrow in London, kehrte dann für kurze Zeit nach Paris zurück. Anfang 1873 ging er nach Zürich, um die Leitung des russischen sozialrevolutionären Blattes Wperjod (Vorwärts) zu übernehmen, das nach Russland geschmuggelt wurde. Dabei geriet er in Konflikt mit Michail Bakunin, der ebenfalls den Kontakt zur russischen Jugend suchte, jedoch davon überzeugt war, dass alles getan werden muss, um die soziale Revolution so schnell wie möglich herbeizuführen. Lawrow dagegen sah in der Bildung und geistigen Vorbereitung der Massen auf die Revolution den Weg, den die russische Jugend einschlagen sollte. Der Wperjod hatte eine große Wirkung auf die russische Jugend, doch verloren die Zeitung und die Ideen Lawrows in Russland nach dem Erscheinen von Bakunins Buch Staatlichkeit und Anarchie an Einfluss, von russischen Exilanten dagegen wurden Lawrows Ideen äußerst gut aufgenommen.
Nach dem Attentat auf Alexander II. suchte er den Kontakt zur Vereinigung Narodnaja Wolja („Volkswille“) und war publizistisch tätig. Am 14. Februar 1900 starb Pjotr Lawrow in Paris.

## Denken
Im Gegensatz zu seinen Zeitgenossen, die zum Teil offen für Terrorismus eintraten, war Lawrow stets der Überzeugung, dass die Verwirklichung sozialistischer Ideale nur das Endziel eines langen historischen Prozesses sein könne.
Seine bekannteste Veröffentlichung sind die Historischen Briefe, die unter den russischen Sozialisten großen Anklang fanden.

## Werke
- Die Pariser Kommune vom 18. März 1871. Geschehnisse – Einfluß – Lehren (= Klassiker der Sozialrevolte. Bd. 8). Unrast-Verlag, Münster 2003, ISBN 3-89771-905-3.
- Historische Briefe. Aus dem Russischen übersetzt von S. Dawidow und mit einer Einleitung versehen von Ch. Rappoport. Berlin/Bern, Akademischer Verlag für sociale Wissenschaften, 1901 (Inhaltsübersicht)